# Brachaelurus waddi
Brachaelurus waddi е вид хрущялна риба от семейство Brachaeluridae. Видът не е застрашен от изчезване.

## Разпространение и местообитание
Разпространен е в Австралия (Куинсланд и Нов Южен Уелс).
Среща се на дълбочина от 2 до 140 m, при температура на водата около 25,2 °C и соленост 35,1 ‰.

## Описание
На дължина достигат до 1,2 m.